# Frognerseteren

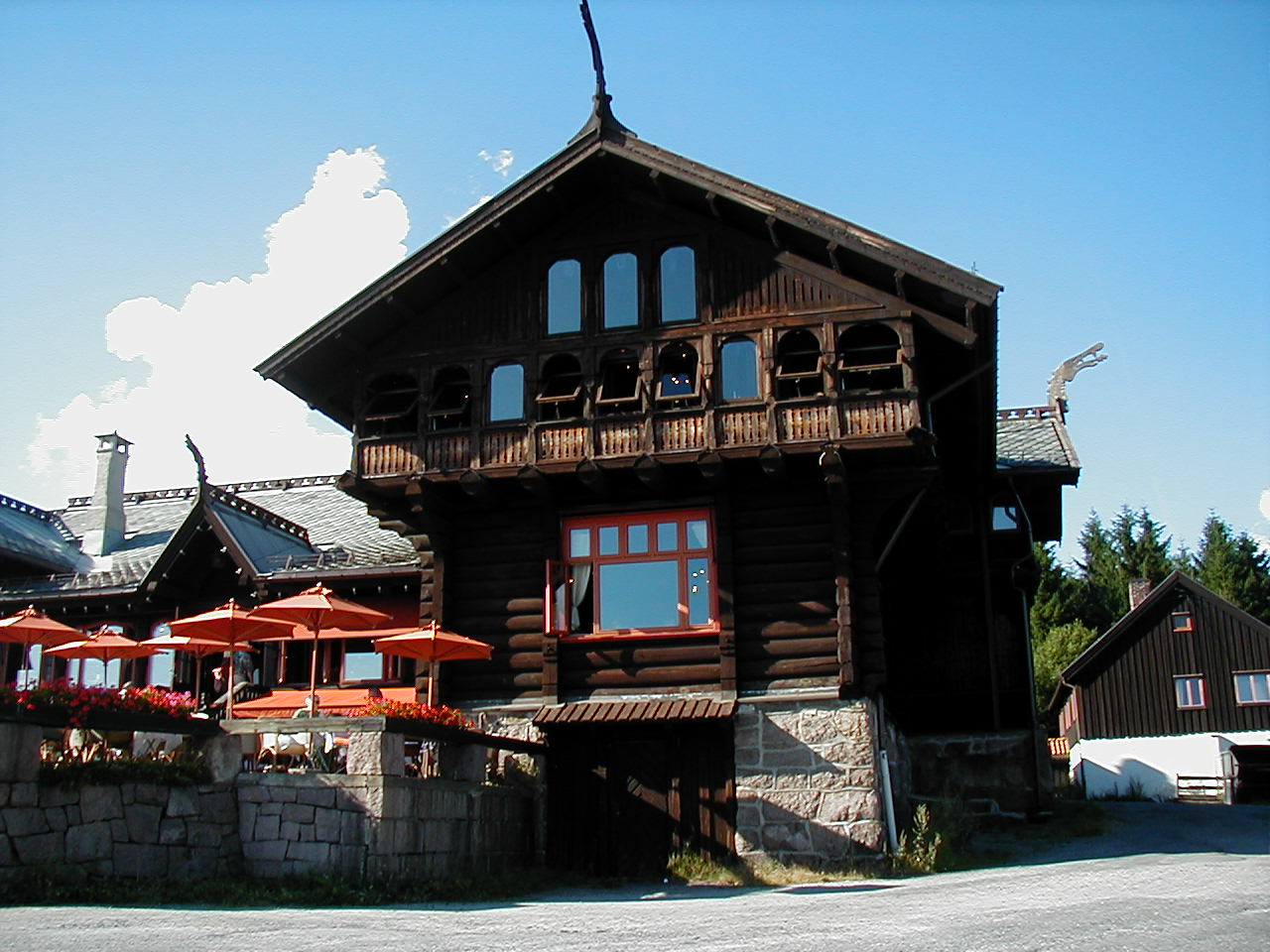

Frognerseteren é um bairro de Oslo, capital da Noruega. Fica localizado em Nordmarka, uma região florestal na parte norte da cidade. É um popular ponto de partida para caminhadas e a prática de esqui.